# Volksschule Losheim

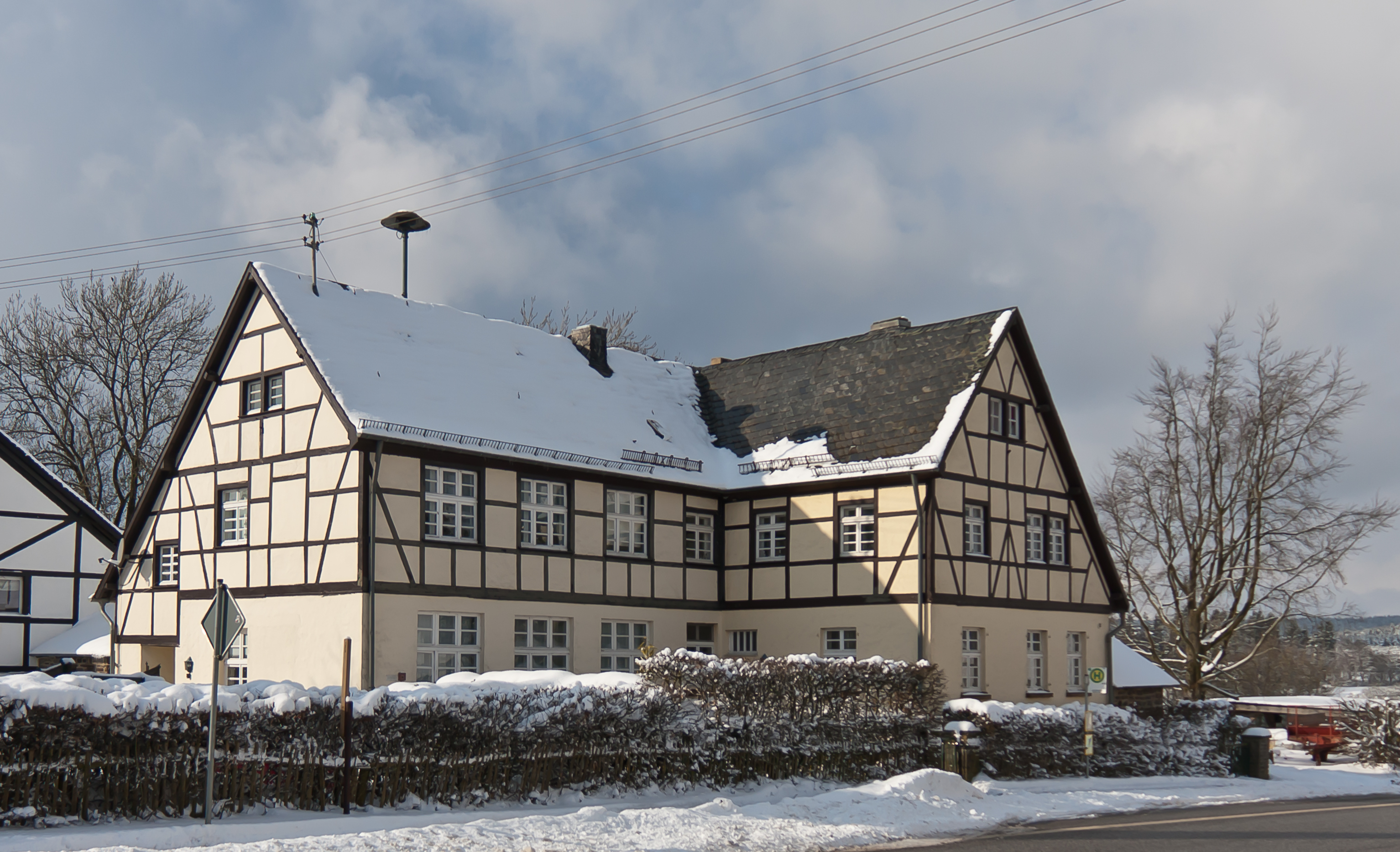
Volksschule im Februar 2013

Die ehemalige Volksschule Losheim ist ein unter Denkmalschutz stehendes Baudenkmal in Losheim, einem Ortsteil der Gemeinde Hellenthal in Nordrhein-Westfalen, Prümer Str. 16, an der Ecke zum Hüllscheider Weg. Das heutige Schulhaus wurde in den Jahren 1928 und 1929 als Ersatz für einen eingeschossigen Vorgängerbau errichtet, der an Stelle des späteren Schulhofs stand. Losheim verfügte von 1861 bis 1968 über eine eigene Volksschule.

## Geschichte
In früheren Zeiten oblag die Unterrichtung der Dorfbevölkerung der örtlichen Kirche. Überliefert ist, das der 1836 gestorbene Vikar Schommers auch als Lehrer angestellt war. Losheim gehörte in dieser Zeit politisch zur Bürgermeisterei Manderfeld im Kreis Malmedy und auch kirchlich zur dortigen Katholischen Pfarrgemeinde. Dies sollte sich erst nach dem Ersten Weltkrieg ändern, als Losheim 1921 von Belgien, dem der Kreis Malmedy zugefallen war, zurück an Preußen bzw. Deutschland gelangte und dem Kreis Schleiden zugewiesen wurde.
Nach dem Tod von Schommers verwaiste die Vikarie in Losheim, das Beerdigungsrecht fiel an die Mutterpfarre und das Pfarrhaus wurde baufällig und schließlich 1858 niedergelegt. 1861 gelangte mit Peter Simons aus Golkrath der erste ausgebildete Lehrer nach Losheim. Er blieb mit 46 Dienstjahren auch der am längsten hier wirkende.
Der Ort, gelegen an der Straßenverbindung von Aachen nach Trier (B 265), stellte mit seinen abzweigenden Verbindungen nach St. Vith (N634) und Jünkerath (B 421) einen Verkehrsknoten dar. Folgerichtig siedelte 1835 die Posthalterei von Schönberg nach Losheim über. Nun siedelten sich Handwerker, Postillione und Dienstpersonal im Ort an, wodurch die Bildung einer eigenständigen Schule in Losheim, die auch die Schulkinder aus den umliegenden Orten Allmuthen, Hergersberg, Hüllscheid und Losheimergraben mit einbezog, die Konsequenz war. Nachdem der Unterricht zunächst im Haus von Heinrich Balter erfolgt war, konnte ab 1865 das zu diesem Zweck neu erbaute einfache Schulgebäude genutzt werden, das neben einem Schulsaal über eine Wohnung für den Lehrers verfügte. In einzelnen Jahren nahm der Schulsaal mehr als 100 Schüler aus acht Jahrgängen auf, die der einzige Lehrer zu unterrichten hatte.
Wenige Tage vor der Übergabe der Gemeinde Losheim von Belgien zum 1. Oktober 1921 an Deutschland, erzwang der Bürgermeister von Manderfeld die Herausgabe des Schulinventars, ließ dieses auf Wagen verladen und abfahren. Losheim war durch die Abtrennung Grenzort geworden und zudem aus seinem gewachsenen Umfeld herausgetrennt worden. Auch der Bahnhof, seit 1912 verfügte Losheim über einen, wenn auch Abseits gelegenen Bahnanschluss, war zur Grenzstation geworden und verlor wegen des geringen Verkehrs als Folge der neuen Grenzziehung ebenso an Bedeutung, wie der Verkehrsknoten Losheim überhaupt, was den Abbau eines Bahngleises nach sich zog. Losheim war nun auf stattliche Hilfe angewiesen um seinen Haushalt bestreiten zu können. In dieser Zeit entfiel von März 1920 bis März 1922 auch weitgehend der Unterricht. Zunächst wegen der Übergabe von Belgien an Deutschland, dann fehlendem Lehrpersonal und schließlich dem nicht vorhandenem Schulmobiliar. Vom 15. Dezember 1921 bis zum 15. März 1922 fand der Unterricht mit einer in Udenbreth ausgeliehenen Tafel im Saal der Gaststätte Balter statt, ehe er nach der Wiederaufstellung eines Ofens im Schulgebäude wieder dort durchgeführt werden konnte. Allerdings blieb das Schulhaus geschlossen, wenn das Gasthaus die Tische und Stühle für eine Veranstaltung selbst benötigte, stammten sie doch bis zur Neubeschaffung im Sommer 1922 aus dieser. Die Zahl der Schüler war zwischenzeitlich auf die Hälfte zurückgegangen, seitdem die Schüler aus den nun zu Belgien gehören Orten Allmuthen, Hergersberg und Hüllscheid nicht mehr nach Losheim eingeschult wurden.
Im Ersatz für die überalterte und nunmehr unzureichende Schule begannen im Mai 1928 die Baumaßnahmen für die Aufführung eines Neubaus. Bereits nach den Weihnachtsferien 1928/29 konnte er von den Kindern bezogen werden. Er verfügte über zwei Schulsäle, davon einen mit Lehrküche, Badeeinrichtungen im Keller mit Duschen und Wannenbädern, eine Lehrer- und eine Hausmeisterwohnung. Auf Wunsch des Lehrers entstand auch ein kleiner Stall zur Viehhaltung, später zur Garage umgenutzt. Während die alte Schule im Frühjahr 1929 abgebrochen wurde, erfolgte die Einweihung des Neubaus am 12. Juli 1929.
Gegen Ende des Zweiten Weltkriegs kam es zu schweren Zerstörungen in Losheim, die Infrastruktur erlitt starke Schäden, die Bahnbrücken waren zerstört. Nach der Evakuierung auf Geheiß der heranrückenden amerikanischen Truppen nach Westen, in Richtung Malmedy und St. Vith, lebten am 6. Oktober 1944 nur noch zehn Losheimer im Ort, bevor er schließlich am 19. November vollständig geräumt war. Zugleich erlosch der Schulbetrieb, der zuletzt von einer Lehrerin aufrechterhalten worden war. Mit Beginn der Ardennenoffensive am 16. Dezember 1944 kehrten einzelne Losheimer wieder in ihren Heimatort zurück, doch schon im Januar nahmen die Amerikaner Losheim erneut ein. Das Dorf blieb weiterhin unmittelbares Frontgebiet, bevor im März und April 1945 die meisten Evakuierten nach Losheim zurückkehren konnten. Bei Kriegsende war auch die Pfarrkirche zerstört und die Schule beschädigt, erst im April 1946 konnte der Unterricht wieder beginnen. Bis Juli 1946 besuchten auch die Schulkinder aus Kehr erstmals die Losheimer Schule. Schließlich gelangte Losheim zum 1. April 1949 zum zweiten Mal unter belgische Auftragsverwaltung und blieb dies nach der praktischen Vollziehung am 23. April 1949 bis zur erneuten Wiedereingliederung nach Deutschland am 28. August 1958. Unmittelbar nach Übergabe 1949 musste der deutsche Lehrer die Schule verlassen, auf ihn folgten zwei Belgierinnen in die kurz zuvor renovierte Schule. Nun fand das belgische Schulsystem Anwendung und der Pfarrer durfte dem Katechismusunterricht nur im Beisein einer der belgischen Lehrerinnen nachgehen. Losheim war erneut politisch, wirtschaftlich und verkehrstechnisch von seinem deutschen Hinterland abgeschnitten.
Nach der Rückkehr zur Bundesrepublik Deutschland nahm der Unterricht am 11. September 1958 den Betrieb in einem frisch renovierten Gebäude wieder auf, dessen Neueinweihung am 5. Dezember gefeiert werden konnte. Nach drei kurz aufeinander folgenden Lehrerwechseln bis 1965 kam es schließlich auf Grund einer sich ändernden Schulpolitik mit dem Ende des Schuljahres 1967/1968 zur Auflösung der Losheimer Volksschule.

## Beschreibung
Das ehemalige Schulgebäude steht gegenüber der Pfarrkirche des Ortes. Der zweigeschossige Bau in L-Form, ist in seinem Erdgeschoss in Mauerwerk und im Obergeschoss in Fachwerk ausgeführt. Nach oben wird er mit einem Satteldach abgeschlossen.